# André Wohllebe
André Wohllebe est un kayakiste allemand pratiquant la course en ligne né le 8 janvier 1962 à Berlin et mort le 29 décembre 2014.